# Knutheliotrop
Knutheliotrop (Heliotropium dolosum) är en strävbladig växtart som beskrevs av De Not. Enligt Catalogue of Life ingår Knutheliotrop i släktet heliotroper och familjen strävbladiga växter, men enligt Dyntaxa är tillhörigheten istället släktet heliotroper och familjen strävbladiga växter. Arten förekommer tillfälligt i Sverige, men reproducerar sig inte. Inga underarter finns listade i Catalogue of Life.